# Ваихее III, Джон Дэвид
Джон Дэвид Ваихее III (англ. John David Waiheʻe III; род. 19 мая 1946, Хонокаа, Гавайи) — американский политик, занимавший пост четвертого губернатора Гавайев с 1986 по 1994 год. Он был первым американцем гавайского происхождения, избранным на должность от любого штата Соединенных Штатов. После пребывания в должности губернатора Вайхи стал известным в стране адвокатом и лоббистом.

## Обучение
Вайхее родился в Хонокаа на острове Гавайи. После окончания Гавайской миссионерской академии Вайхи посещал занятия в Университете Эндрюса в Мичигане. Там он получил степень бакалавра гуманитарных наук в области бизнеса и истории. Он переехал в Гонолулу, чтобы учиться в недавно созданной юридической школе Уильяма С. Ричардсона при Гавайском университете в Маноа. Он получил степень доктора юридических наук в 1976 году. Вайхее — скаут-орел и лауреат награды «Выдающийся скаут-орел».

## Политическая деятельность
Вайхее начал свою политическую карьеру в качестве делегата на Конституционном съезде штата Гавайи 1978 года, где он сыграл важную роль в создании Управления по делам Гавайев и принятии гавайского языка в качестве официального языка государства. Позже он служил один срок в качестве члена Палаты представителей штата Гавайи от Демократической партии с 1981 по 1983 год. Вайхи был избран вице-губернатором Гавайев при губернаторе Джорджа Ариёши, и работал в этом качестве до 1986 года. В 2008 году Вайхи был делегатом от Демократической партии Национальной собрании.
В 2011 году Вайхи был назначен губернатором Нилом Аберкромби в Комиссию по изучению коренного населения Гавайских островов, учрежденную Законом 195. Вайхи является единственным уполномоченным расширенного сообщества. В следующем году Комиссия по свержению коренных гавайцев начала активно работать над выполнением своего мандата по объединению коренных жителей Гавайских островов путем регистрации в Комиссии. Это усилие теперь называется Канаиоловалу (англ. Kanaʻiolowalu).
Комиссар Вайхее фигурирует в серии из 11 частей видео с часто задаваемыми вопросами о Кана’иоловалу. Видеозапись была записана в кампусе юридической школы Уильяма С. Ричардсона в присутствии живой аудитории, состоящей в основном из студентов и преподавателей юридического факультета.
Он подтолкнул штат Гавайи к принятию гавайского языка в качестве официального. Он гордится тем, что помог построить Каполей как второй город Оаху.

## Губернаторство
Вайхее успешно баллотировался в офис губернатора, поделившись билетом с сенатором штата Беном Каэтано. Каэтано стал вице-губернатором Вайхи на два срока; оба были переизбраны в 1990 году. В течение большей части его срока Гавайи пережили бум в индустрии туризма и увеличили иностранные инвестиции, особенно из Японии. Проблема суверенитета Гавайев также приобрела повышенное значение по мере того, как наступила столетняя годовщина свержения Королевства Гавайи (когда была свергнута королева Лилиуокалани). Вайхи покинул свой пост в 1994 году, отбыв максимум два срока в должности, как это разрешено Конституцией Гавайев, которую он помог создать. Его вице-губернатор победил на выборах и сменил Вайхи.

## Отставка
Покинув офис губернатора, Вайхее работал в различных юридических фирмах национального масштаба, расположенных в Вашингтоне, округ Колумбия. Он также открыл частную юридическую практику и лоббистскую фирму. На двух внеочередных выборах, состоявшихся в ноябре 2002 года и январе 2003 года, Вайхее считал, что баллотироваться на место в Палате представителей Соединенных Штатов осталось открытым после смерти Пэтси Минк 28 сентября 2002 года. В соответствии с гавайским законом о выборах было слишком поздно убирать это имя. Пэтси Минк из бюллетеня всеобщих выборов в ноябре 2002 года, и, следовательно, Минк была переизбрана даже после ее смерти. Вайхее выбыл из обоих специальных избирательных конкурсов и поддержал кандидатуру вдовца Минка.